# Noii istorici israelieni
Noii istorici (în ebraică ההיסטוריונים החדשים, HaHistoryonim HaChadashim) sunt un grup vag definit de istorici israelieni care contestă versiunile tradiționale ale istoriei israeliene, inclusiv rolul Israelului în exodul palestinian din 1948 și voința arabilor de a discuta pacea. Termenul a fost introdus în 1988 de Benny Morris, unul dintre noii istorici. Conform lui Ethan Bronner de la The New York Times, noii istorici susțin că au căutat să avanseze procesul de pace în regiune. Rezultatele acestor eforturi de „Luptă Pentru Pace” s-au dovedit.
O parte din sursa primară a materialelor folosite de grupul de istorici provine - susțin ei - din documente ale guvernului israelian accesibile doar de curând, după ce informațiile privind primii 30 de ani după fondarea Israelului au fost declasificate. Imaginea unui nou curent istoriografic s-a conturat odată cu lucrările publice a patru cercetători în anii 1980: Benny Morris, Ilan Pappé, Avi Shlaim și Simha Flapan. Ulterior, mulți alți istorici și sociologi, printre ei Tom Segev, Hillel Cohen, Baruch Kimmerling, Joel Migdal, Idit Zertal și Shlomo Sand au fost identificați cu mișcarea.
Inițial respinși de public, noii istorici și-au câștigat până la urmă legitimitatea în Israelul anilor 1990. Unele din concluziile lor au fost incorporate în ideea politică a postsioniștilor. Vederile politice ale noilor istorici variază, la fel și perioadele din istoria israeliană în care sunt specializați.

## Argumentele principale
Avi Shlaim descrie în următorii termeni viziunea diferită a noilor istorici față de ceea ce el numește „istoria oficială”:

- Versiunea oficială spunea că britanicii au încercat să prevină înființarea unui stat evreu; noii istorici au susținut că [britanicii] au încercat să prevină înființarea unui stat palestinian;
- Versiunea oficială spunea că palestinienii au fugit din casele lor din propria voință; noii istorici au spus că refugiații palestinieni au fost alungați sau expulzați;
- Versiunea oficială spunea că balanța de putere era în favoarea arabilor; noii istorici au spus că Israelul avea supremația atât în oameni cât și în armament;
- Versiunea oficială spunea că arabii aveau un plan coordonat de a distruge Israelul; noii istorici au spus că arabii erau divizați;
- Versiunea oficială spunea că arabii intransigenți au împiedicat pacea; noii istorici au spus că Israelul este principalul vinovat pentru „fundătură”.

Ilan Pappé sugerează că liderii sioniști au intenționat să strămute majoritatea arabilor palestinieni; Morris crede că strămutarea a avut loc în febra războiului. Conform noilor istorici, Israelul și țările arabe sunt fiecare răspunzătoare pentru conflictul arabo-israelian și pentru tragedia poporului palestinian.

## Influență
Profesorul și cercetătorul Michal Ben-Josef Hirsch susține că, anterior apariției noilor istorici, „israelienii erau prizonierii unei versiuni istorice unilaterale asupra circumstanțelor care au condus la crearea problemei refugiaților palestinieni și că orice contra-versiuni erau tabu”. Conform doamnei Ben-Josef Hirsch, concluziile noilor istorici și dezbaterea la scară largă pe care au provocat-o au pus capăt acestui tabu și au schimbat felul în care problema refugiaților palestinieni și cauzele ei erau văzute în Israel. Ben-Josef Hirsch mai consideră că versiunea israeliană tradițională, aceea că arabii sunt responsabili pentru exodul palestinienilor, a rezistat din 1948 și până la sfârșitul anilor 1990. Ea spune că noii istorici au contrazis semnificativ această versiune, conducând la o largă dezbatere atât în mediul academic, cât și în discursul public, inclusiv printre jurnaliști și columniști, politicieni, personalități și în opinia publică.
Ben-Josef Hirsch crede că, începând de la sfârșitul anilor 1990, s-a produs o schimbare semnificativă în felul în care societatea israeliană vede problema refugiaților palestinieni, fiind acceptată acum o versiune istorică mai nuanțată. Societatea israeliană recunoaște acum că au existat situații în care forțele israeliene au expulzat palestinieni cu știința și acceptul conducerii Israelului. Ben-Josef Hirsch atribuie această schimbare lucrărilor noilor istorici și a dezbaterii pe care au iscat-o.
Noii istorici și-au câștigat recunoașterea în anii 1990. Un serial din 1998, difuzat de televiziunea de stat și dedicat celei de-a 50-a aniversări a Israelului, s-a inspirat mult din munca lor, la fel și multe manuale introduse pentru liceeni în 1999.
Criticii noilor istorici au recunoscut și ei schimbarea. Avi Beker, scriind în Jerusalem Post, considera că efectul lucrărilor noilor istorici privitoare la conflictul arabo-israelian „nu poate fi exagerat”. El a scris că munca noilor istorici este acum populară în mediul academic și că influența lor nu se mai limitează la cercurile intelecturale. Pentru a-și ilustra punctul de vedere el a dat și exemple, de la modificarea textelor manualelor școlare israeliene la acțiunile liderilor politici israelieni sau la evoluțiile din procesul de pace.